# Lamprotornis chalcurus
El estornino colibronceado o estornino de cola bronceada (Lamprotornis chalcurus) es una especie de ave paseriforme de la familia Sturnidae propia de África.

## Características
Es un estornino bastante grande, mide 21 cm de longitud y pesa 63 gramos en promedio. Tiene un brillo predominantemente verde muy similar al estornino orejiazul y al estornino de Swainson. La cabeza, el cuello y las alas son de color azul verdoso iridiscente y las remiges terciarias tienen las puntas de color púrpura. El lorum es negro y las cobertoras auriculares de color púrpura. La parte posterior y el obispillo están decorados en azul violeta. La cola es púrpura brillante con la parte superior color bronce. Los juveniles son negruzcos con un ligero tono azulado en la parte superior, mientras que la parte inferior tiene colores apagados.

## Distribución y hábitat
Se distribuye en el Sahel, en los países al sur del Sahara, desde la costa oeste en Senegal, Gambia, Guinea, a través del sur de Malí, Burkina Faso, el norte de Costa de Marfil y Ghana. Más hacia el este se extiende en el sur de Níger, el norte de Togo y Benín, así como el norte de Nigeria, el sur de Chad, la República Centroafricana, el norte de Camerún, la esquina suroeste de Sudán, Sudán del Sur, el noreste de la República Democrática del Congo, Uganda y el oeste de Kenia.
Su hábitat consiste en matorrales abiertos y áreas escasamente arboladas, zonas agrícola alrededor de pueblos y suburbios, principalmente en tierras bajas, pero en Kenia vive también a altitudes hasta los 2000 m sobre el nivel del mar.